# Joris van den Bergh

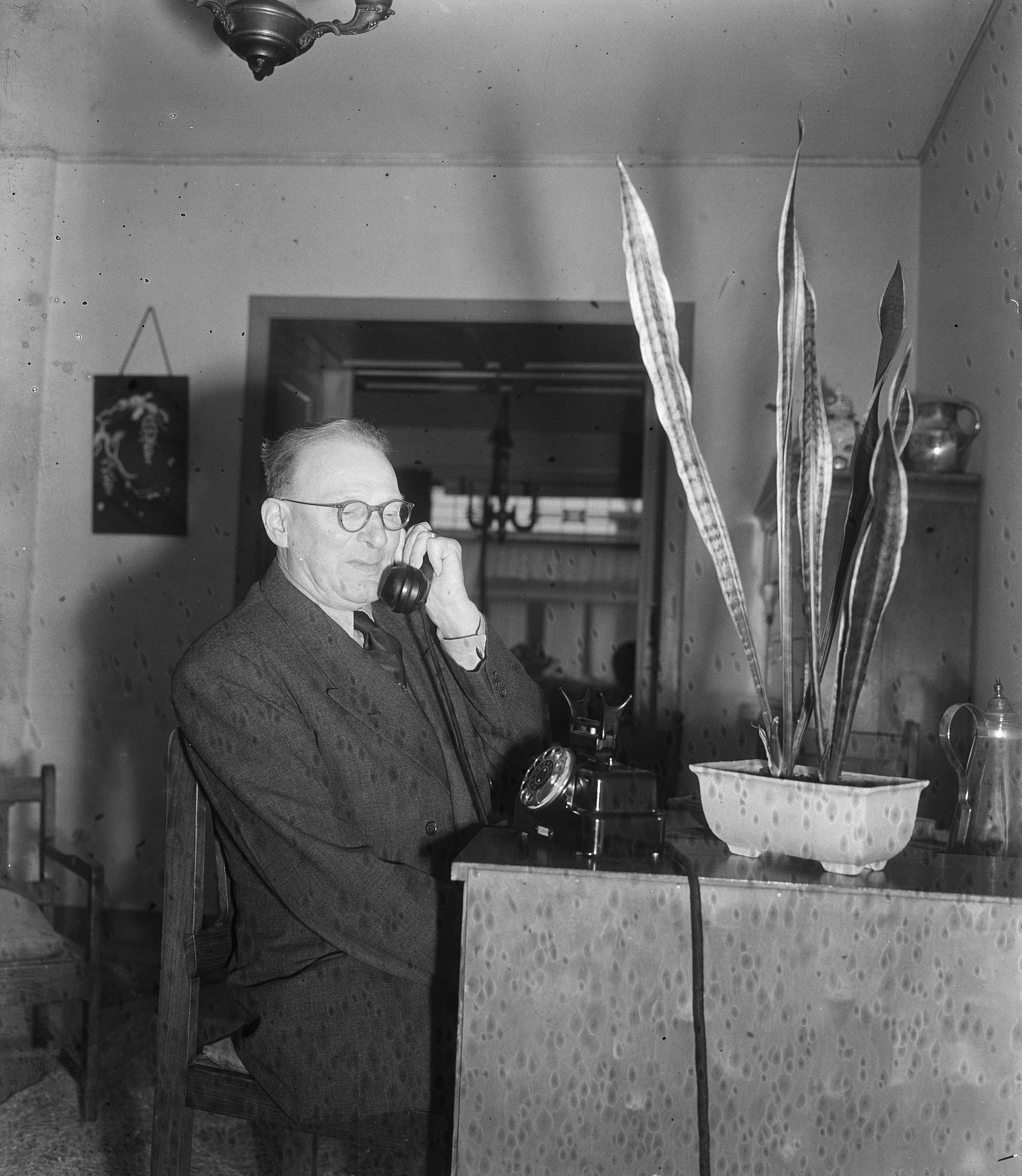
Joris van den Bergh (1952)

Johannes Antonius Arnoldus „Joris“ van den Bergh (* 17. Februar 1882 in Utrecht; † 1. Juli 1953 in Den Haag) war ein niederländischer Sportjournalist und Buchautor. Er gilt als Pionier des niederländischen Sportjournalismus.

## Biographie
Joris van den Bergh war selbst ein vielseitiger Sportler; er betrieb Eisschnelllauf, Fußball und Billard. Seine größte Passion war der Radsport. Bis zu seinem 40. Lebensjahr war er Mitarbeiter der Nederlandse Spoorwegen, schrieb aber schon ab der Jahrhundertwende in seiner Freizeit Sportartikel für eine Reihe von Tages- und Wochenzeitungen, vorrangig über die Sportarten, die er selbst ausübte. Ab Beginn der 1920er Jahre arbeitete er hauptamtlich als Journalist und war fester Mitarbeiter mehrerer Zeitschriften und Zeitungen, darunter Sport, Sportwereld, Sportief und Panorama sowie viele Jahre Den Haager Sportkorrespondent für die Sumatrapost. Seine Artikel waren von einem bissigen Stil (polemisch karakter) gekennzeichnet.
1928 schrieb van den Bergh das Buch De Wielersport begint, das die Anfänge des Radrennsports in den Niederlanden schildert. Im Jahr darauf folgte Te midden der kampioenen über den mehrfachen Weltmeister Piet Moeskops und dessen Spezialdisziplin, den Bahnsprint. 1941 veröffentlichte er das sportpsychologische Werk Mysterieuze Krachten in de Sport. Er stellte fest, dass „die Muskeln, die die Leistung liefern, keinen Wert haben ohne den Willen des Geistes“. Die beiden letzteren Bücher gelten als Klassiker der Radsportliteratur und werden weiterhin aufgelegt.
Es war auf van den Berghs Initiative zurückzuführen, dass 1936 eine erste vierköpfige niederländische Nationalmannschaft an der Tour de France teilnahm. Hilfreich für sein Unterfangen war die Unterstützung des flämischen Kollegen Karel Van Wijnendaele sowie der Ausfall der italienischen Fahrer wegen des Abessinienkrieges. Als er den Fahrer Theo Middelkamp wegen einer Teilnahme ansprach, antwortete dieser: „Aber Joris, ich habe doch noch nie einen Berg gesehen.“ Middelkamp startete, gewann eine schwere Bergetappe und wurde 23. der Gesamtwertung. Van den Bergh selbst fuhr nicht mit nach Frankreich, sondern konzentrierte sich auf die Berichterstattung von zu Hause aus, auf der Basis von Berichten in belgischen Zeitungen, Telexen und Telefongesprächen mit den Rennfahrern. Vor Ort fungierte Joris van den Bergh 1939, 1948 und 1949 als Mannschaftsleiter bei der Tour. 1939 wurde er dabei von Moeskops chauffiert.
Van den Berghs eigentliche Liebe gehörte dem Bahnradsport, und seine Affinität und Kenntnisse zum Straßenradsport waren deutlich geringer. Aus dieser Zeit stammt die Anekdote, dass van den Bergh der Meinung gewesen sei, die Straßenrennfahrer hätten es leichter als deren Begleiter in den heißen, engen Autos, die den kühlenden Wind nicht spüren könnten. Auch fiel er der Fehleinschätzung zum Opfer, der italienische Rennfahrer Fausto Coppi sei nicht mehr als „een mannetje met een kippenborst“ (dt. = „ein Männchen mit einer Hühnerbrust“).
In den 1930er Jahren vertrat Joris van den Bergh zunächst die Ansicht, ein Europa unter deutscher Führung sei „keine schlechte Idee“, was für böses Blut im Kollegenkreis sorgte. Auch nahm er im August 1942 unter der deutschen Besetzung der Niederlande an einer von der NSB organisierten Zusammenkunft von Sportjournalisten in Valkenburg teil und pries dieses Treffen anschließend in der Zeitschrift De Nederlandsche Journalist als „historisch moment“. Seine Begeisterung gründete sich auf einer Rede des Staatssekretärs des Ministerie van Volksvoorlichting en Kunsten, Tobie Goedewaagen, der die wichtige Bedeutung des Sportjournalismus hervorgehoben hatte. 1944 jedoch publizierte er die Broschüre De post in de vloeiweide. Darin schilderte er auf dramatische Weise den Überfall von „Schurken der SS“ auf eine Radiostation des niederländischen Widerstandes nahe Breda, bei dem neun Niederländer, darunter ein Kind, getötet wurden; acht weitere Menschen wurden am Tag darauf hingerichtet. Van den Bergh, der einige der Getöteten kannte und kurz zuvor getroffen hatte, machte darin keinen Hehl aus seinem Abscheu vor den Deutschen.
Eine weitere Passion von van den Bergh war der Utrechter Familienzirkus Circus Van Bever, mit dem er einige Zeit auch durch die Lande zog und über den er 1946 ein Buch schrieb.
Am 1. Juli 1953 erlag Joris van den Bergh einem Herzinfarkt. In einem seiner letzten Artikel über den Radsport schrieb er, der Doping und Absprache verurteilte: „Zolang de bedrieger wordt bedrogen, zolang primeert de begeerte tot winnen.“ (dt. = „Solange der Betrüger betrogen wird, überwiegt der Wunsch zu gewinnen.“) Vier Wochen nach seinem Tod, am 28. Juli, wurde die niederländische Nationalmannschaft nach ihrer siegreichen Teilnahme an der Tour feierlich von 35.000 Zuschauern im Olympiastadion von Amsterdam empfangen. Tausende von Menschen erhoben sich und hielten zwei Minuten Stille in Gedenken an van den Bergh.

## Publikationen
- De wielersport begint. 1928
- Te Midden der Kampioenen. 1929
- Mysterieuze Krachten in de Sport. Mit einem Nachwort von Karel Lotsy. 1941 (auf Deutsch: Mysteriöse Kräfte im Sport. Die Geheimnisse des Mentaltrainings. Aus dem Niederländ. von Christoph Bönig. Covadonga Verlag 2010, ISBN 978-3-936973-43-3)
- De post in de vloeiweide. Breda 1944 (Zusammenfassung: De Post in de Vloeiweide (samenvatting van een reportage van Joris van den Bergh). hhbest.nl, abgerufen am 20. Dezember 2014 (niederländisch).)
- Het circus trekt. Amsterdam 1946